# Camp de Rivesaltes
Le camp Joffre, dit « camp de Rivesaltes », a été fondé en 1935. De 1939 à 2007, ce camp militaire a accueilli diverses structures de regroupement de civils ou de militaires vaincus.
Initialement destiné à l'entraînement militaire, le camp est utilisé pour interner des réfugiés espagnols, des Juifs étrangers, des Tziganes et des opposants politiques durant la Seconde Guerre mondiale. Après la guerre d'Algérie, de 1962 à 1977, il est le lieu de transit et de reclassement des harkis. Le camp sert également de centre de rétention pour les immigrants clandestins de 1986 à 2007.
Aujourd'hui, le site revêt une importance mémorielle considérable, appuyée par le Mémorial du Camp de Rivesaltes inauguré en 2015, témoignant de son passé et de sa contribution à l'histoire de la France du XXe siècle.
L'îlot F du camp de Rivesaltes, avec l'ensemble de ses baraquements, fait l'objet d'une inscription au titre des monuments historiques depuis le 18 juillet 2000.

## Création du camp (1875-1940)

### Des premiers projets à la construction
L'officier d'artillerie Joffre propose en 1875 la création d'un camp pour le 9e régiment d'artillerie. Il dispose de nombreux atouts : proximité de la route nationale, d'une voie ferrée, de la mer, des Corbières. Mais le terrain, peu cher, manque d'eau.
En 1935, quand le projet est repris, un aérodrome s'est en plus installé à côté. Un centre militaire d'instruction est donc créé, sur 600 hectares, aux quatre cinquièmes sur la commune de Rivesaltes et au cinquième sur celle de Salses. Il est doté de bâtiments en fibrociment.

### Les républicains espagnols
À la suite de la Retirada, il est envisagé de placer au camp Joffre plus de 15 000 réfugiés républicains fuyant le franquisme. Cela reste à l'état de projet, même si de plus faibles flux ont lieu (en 1939 1 000 miliciens espagnols du camp du Vernet alors que le camp n'est pas construit).

## La Seconde Guerre mondiale

### Le camp militaire
En 1939, dès la mobilisation, le camp de Rivesaltes est utilisé en transit pour les militaires en attente d'affectation.
Le 10 décembre 1940, la Défense met à disposition 600 hectares au sud du camp militaire, afin de regrouper les personnes expulsées d'Allemagne. La partie militaire du camp fonctionne ensuite parallèlement aux camps civils.

### Le centre d'hébergement pour prisonniers espagnols et Juifs étrangers (1941–1942)
Officiellement ouvert 14 janvier 1941, le camp de Rivesaltes passa sous le contrôle des autorités civiles du régime de Vichy. Il était affecté au regroupement familial d'Espagnols et de Juifs. Des Tziganes, indigents et opposants politiques, "étrangers ennemis, indésirables ou suspects pour la sécurité nationale et l'ordre public" y furent également détenus. D'une capacité de 18 000 personnes, le camp accueillit 21 000 détenus entre 1941 et 1942. Il fut fermé le 22 novembre 1942.
Alors même qu'arrivaient les premiers internés, le statut du camp et des hommes qui y sont internés n'est pas encore fixé. Il fut décidé qu'il s'agissait d'un « centre d'hébergement » pour familles. D'abord envisagé pour un maximum de 17 000 « hébergés », il était composé de 150 grandes baraques d'habitation, soit une contenance de 10 000 personnes. Une particularité du lieu fut qu'on y interna des familles sans les regrouper, mais au contraire en les séparant : il y avait des baraques pour les hommes, d'autres pour les femmes et les enfants. À 14 ans, les garçons passaient d'un camp à l'autre.
Au 31 mai 1941, le camp comptait 6 475 internés, de 16 nationalités ; plus de la moitié (55 %) étaient espagnols, les Juifs étrangers représentaient plus du tiers. Des Gitans furent eux aussi internés - bien que de nationalité française - dans ce camp pour étrangers,.

### Le Centre national de rassemblement des Israélites

#### Le regroupement des Juifs étrangers
Le 26 août 1942 à cinq heures du matin commencèrent les opérations de rafle des Juifs étrangers de la zone Sud et leur regroupement au Centre national de rassemblement des Israélites de Rivesaltes. Ce centre est installé aux îlots J (femmes et enfants), F (hommes ; antérieurement dédié aux travailleurs) et K (réception, criblage et triage). Il est prévu pour un effectif de 10 000 internés, composé de familles, et pour une durée de 15 jours. Y sont d'abord regroupés les 1 176 Juifs déjà au centre dit « Drancy de la zone libre »

#### Le «Drancy de la zone libre»
Serge Klarsfeld note que du 4 septembre au 22 octobre, le camp de Rivesaltes a joué le rôle de « Drancy de la zone libre ». Il a été le camp de rassemblement de tous les Juifs arrêtés dans la zone libre et le camp de transit vers le camp de Drancy, pour beaucoup de ces Juifs (environ 1 700).
Selon Gérard Gobitz, les convois représentèrent un total de 1 771 à 1 778 personnes déportées, dont 78 enfants. Selon les calculs de l'historienne Anne Boitel, 2 313 auraient été déportés vers Drancy, et 2251 auraient été exclus des convois par les services administratifs.
Le centre d'hébergement fut liquidé au 25 novembre. À cette date, il comptait 277 membres du personnel. Durant deux années, le camp de Rivesaltes a interné environ 21 000 personnes, dont environ 5 714 au camp spécial, 2 313 ont rejoint Drancy, 2 251 ont été exclues par la commission de criblage. Sur le site sont décédés 215 internés, dont 51 enfants d'un an et moins.

#### Présence associative

##### Aides caritatives
Neuf œuvres furent installées dans trois des sept îlots du camp - dont la Croix Rouge Française ou le Secours National.
La Cimade s'installe le 30 juin 1941 dans le camp avec surtout pour mission d'y aider les enfants internés. Elle fut choisie par le gouvernement français, car, créée en 1939, elle semblait moins structurée - que d'autres associations comme l'YMCA ou l'AFSC - et donc moins susceptibles de porter trop de revendications à l'encontre de la politique gouvernementale.
Les associations cherchaient surtout à améliorer les rations alimentaires quotidiennes. Le Secours Suisse a ainsi distribué 467 000 rations supplémentaires entre mai 1941 et mai 1942. Par ailleurs, les différentes œuvres profitaient des différentes fêtes liturgiques, chrétiennes ou juives, pour proposer des surplus alimentaires.
L'éducation des enfants en bas âge est prise en charge par l'USC et l'OSE avec des jardins d'enfants. La Cimade s'occupe avec l'YMCA d'activités diverses pour les internés, d'ordre culturelles ou artistiques. La Cimade donne aussi des cours de catéchisme et anime une école du dimanche après-midi.
A partir de l'été 1943, les associations perdent l'accès aux camps, à l'exception de rares cas, comme celui de Gurs ou les camps de femmes, enfants, et vieillard. Seul le Secours national garde la possibilité de réaliser quelques actions concrètes.

##### Évasions
Les associations présentes sur le camp permirent à un certain nombre de prisonniers de le quitter, souvent dans l'illégalité. La Cimade, en lien avec le curé de Rivesaltes, organisa notamment la fabrication de faux papiers et faux certificats de baptêmes. La présence associative a aussi permis d'influencer les commissions de criblage qui devaient décider des personnes « déportables » vers l'Allemagne. Ce travail se faisait aussi auprès des familles, pour convaincre les parents d'abandonner leurs enfants. En effet, les enfants sans parents ou déclarés orphelins ne pouvaient être déportés. La Cimade joua un rôle important pour trouver des lieux de résidence appropriés pour les enfants sauvés de la déportation.

### Le camp d'instruction de l'armée allemande
En novembre 1942, après l'invasion de la zone libre, les troupes allemandes s'installèrent au camp Joffre.
Le camp servit à l'instruction des recrues de la Wehrmacht jusqu'en août 1944, date de son abandon et de son sabotage par l'armée allemande.

### Le centre de séjour surveillé (1944-1946)
L'armée allemande quitte Rivesaltes le 19 août 1944.
Tandis que la partie militaire du camp de Rivesaltes reprend sa vocation initiale, est instauré le centre de séjour surveillé de Rivesaltes (12 septembre 1944). Concentrant sur l'îlot Q les personnes internées dans le cadre de l'épuration, ce nouveau camp dispose d'une capacité maximum de 1 080 internés.
Le centre continue de recevoir des ressortissants d'autres pays européens : les Espagnols, internés pour passage clandestin de la frontière, assurent ainsi les travaux nécessaires à la sécurisation du centre ; en janvier et mars 1945 viennent plusieurs centaines de réfugiés soviétiques.
La dissolution du centre intervient le 10 décembre 1945, et sa liquidation est achevée aux premiers jours d'octobre 1946.

### Le dépôt de prisonniers de guerre (1944-1948)
L'armée française installe le dépôt no 162 des prisonniers de guerre. Regroupant des militaires allemands et italiens, ce camp compte moins de 10 000 prisonniers en octobre 1944, entre 6 000 et 7 000 hommes en mai 1945, et est fermé le premier mai 1948. 1 814 prisonniers ont amplement travaillé à la reconstruction des Pyrénées-Orientales, surtout dans l'agriculture. Mais, entre mai 1945 et 1946, 412 prisonniers de guerre allemands décèdent, lors d'une période de canicule. Ils sont enterrés dans le camp, puis leurs tombes sont déménagées en 1961.
Le 28 mai 2018, une stèle commémorant le décès de ces prisonniers de guerre allemands est inaugurée.

## La guerre d'Algérie
Dans le cadre de la guerre d'Algérie, l'État envisage, en 1957, de créer un « camp d'internement » à cet endroit. Le préfet fait tout pour l'en dissuader car les lieux contiennent le centre de formation majoritairement peuplé de Nord-Africains, un centre de formation professionnelle militaire destiné aux Nord-Africains et un centre de passage des jeunes soldats mobilisés pour la guerre. Le projet ne va pas jusqu'au bout mais s'installe, en parfaite discrétion, un centre pénitentiaire destiné aux condamnés partisans de l'indépendance de l'Algérie. 527 prisonniers intègrent le centre entre le 9 mars et le 18 avril 1962 où la Cimade tentera d'apporter une aide de service social. Parallèlement, le camp sert de camp de transit pour le contingent avant son embarquement pour l'Algérie.

## Le camp de transit et de reclassement (1962-1977)

### Les Harkis

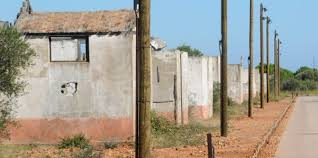
Baraquement.

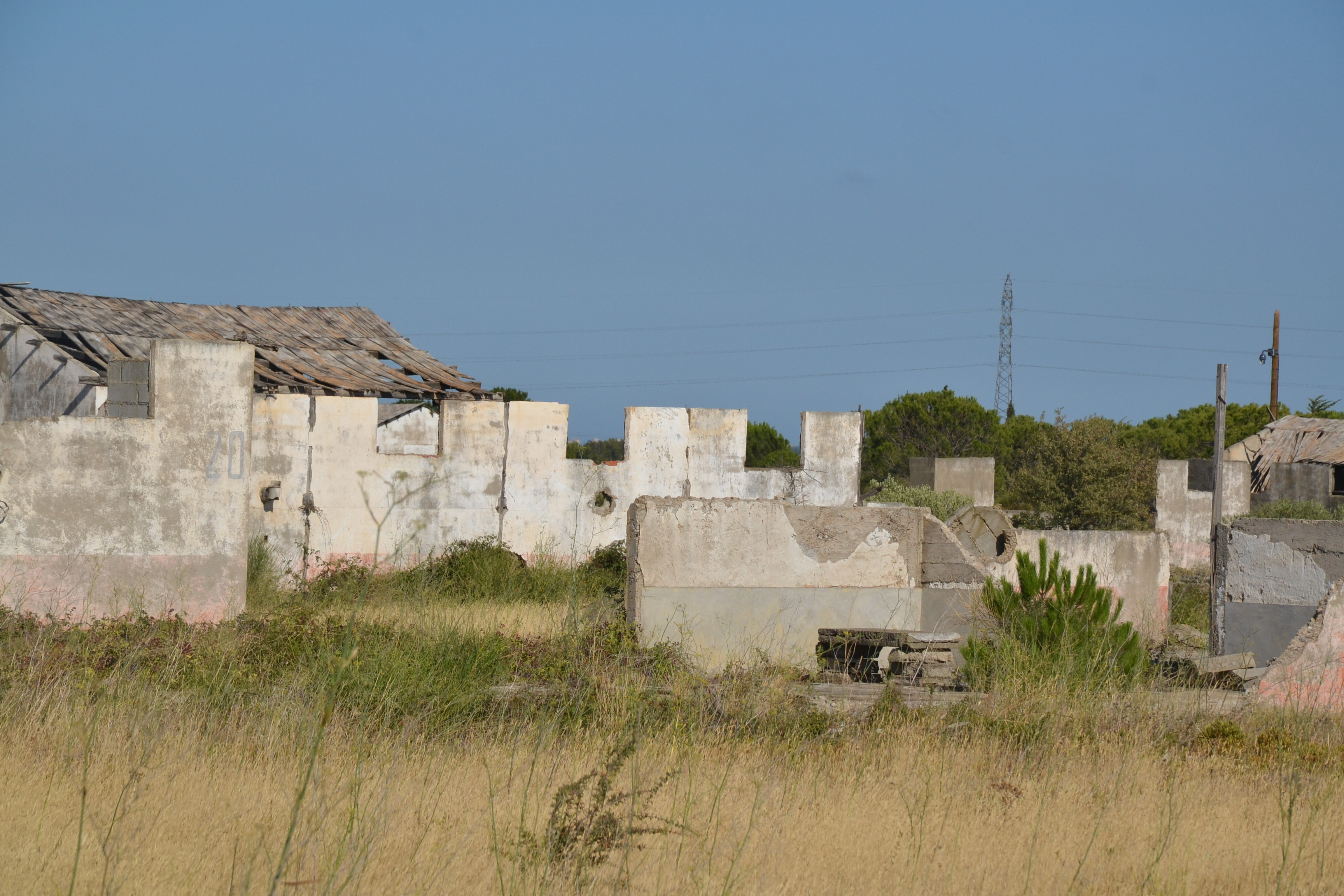
Baraquements.

Courant juin, le 1er régiment de tirailleurs algériens est rapatrié au camp Joffre. Il a emporté avec lui plusieurs centaines de civils, femmes et enfants.
En octobre 1962, environ 8 000 Harkis sont enfermés au camp de transit et de reclassement de Rivesaltes (dont ceux en provenance du camp du Larzac et de Bourg-Lastic). En tout, selon les calculs de l'historien Abderahmen Moumen, à peu près 22 000 passent dans le camp entre 1962 et 1964. Le séjour varie selon les familles : entre quelques jours pour certaines, voire des années pour d'autres. Les familles considérées comme « irrécupérables » — termes administratifs employés à l'époque — sont envoyés à la fin de l'année 1964 au camp/cité d'accueil de Saint-Maurice-l'Ardoise dans le Gard (jusqu'en 1975) ou au Camp de Bias en Lot-et-Garonne. Un « village civil » accueille encore plusieurs centaines de familles — ayant un emploi mais pas de logements — au camp de Rivesaltes durant les années 1960. En 1963, un hameau forestier a aussi été créé à Rivesaltes pour environ 25 familles d'anciens supplétifs (soit une centaine de personnes). La décennie suivante voit l'essentiel de cette population s'installer à la cité du Réart, construite en périphérie extérieure, sur un ancien charnier Allemand, ensuite devenu une décharge municipale sur la commune de Rivesaltes et pour mettre fin à la situation de ces familles. Les dernières à quitter le site du camp de Rivesaltes le font en février 1977. En 2012, le président de la République Nicolas Sarkozy candidat à l'élection présidentielle est venu sur le site du camp rendre hommage aux harkis.

### Les Coloniaux
D'autres supplétifs coloniaux sont venus, accompagnés de civils : de 1964 à 1966 parviennent au camp environ 2 500 Guinéens, anciens militaires français, rapatriés et leurs familles, ainsi qu'un petit camp de familles d'anciens militaires rapatriées d'Indochine française,.

## Le camp militaire
Le camp est rendu à sa première vocation, l'entraînement des militaires, pour quelques années. C'est le 24e régiment d'infanterie de marine (24e RIMa) qui l'utilise.

## Le centre de rétention administrative (1986-2007)
Créé en 1986, le centre de rétention administrative a d'abord eu pour objet de regrouper les ressortissants espagnols en situation irrégulière sur le territoire français. La Cimade, seule association habilitée à pénétrer dans ces centres, a pour mission l'accompagnement social et de visite des étrangers condamnés à la reconduite à la frontière. Malgré un nombre de places limité, 1094 personnes y sont passées en 2006. Cela est dû à un transit très important, les détenus étant souvent déplacés vers les CRA de Sète et de Toulouse.
À l'époque de son fonctionnement, les conditions de détention dans le centre furent critiquées par la Cimade. Dans son rapport de 2006, l'association y releva par exemple la non-séparation femmes/hommes (hormis pour les dortoirs), les temps d'enfermement (par opposition au temps de "libre circulation dans le camp") plus longs que dans les autres camps.
Ayant dépassé les mille entrées annuelles depuis 1994, il était, sur le territoire français, l'un des plus importants centres de rétention des immigrés clandestins. Il a déménagé en 2007. Le déménagement lui a permis de s'agrandir : 28 retenus en 1986, 974 en 2005 et 1021 en 2013.

## Lieux de mémoire

### Mémoire des réfugiés espagnols
- Stèle à la mémoire des Espagnols de la Retirada.

### Mémoire des Harkis
- Le 2 décembre 1995, on érige une stèle à la mémoire des Harkis.

### Le musée mémorial
En 1993, Serge Klarsfeld publie Les transferts de juifs du camp de Rivesaltes et de la région de Montpellier vers le centre de Drancy en vue de leur déportation, 10 août 1942. Avec lui, le 16 janvier 1994, l'association « Fils et filles de déportés juifs de France », érige une stèle à la mémoire des 2 313 Juifs déportés du camp de Rivesaltes vers Auschwitz.

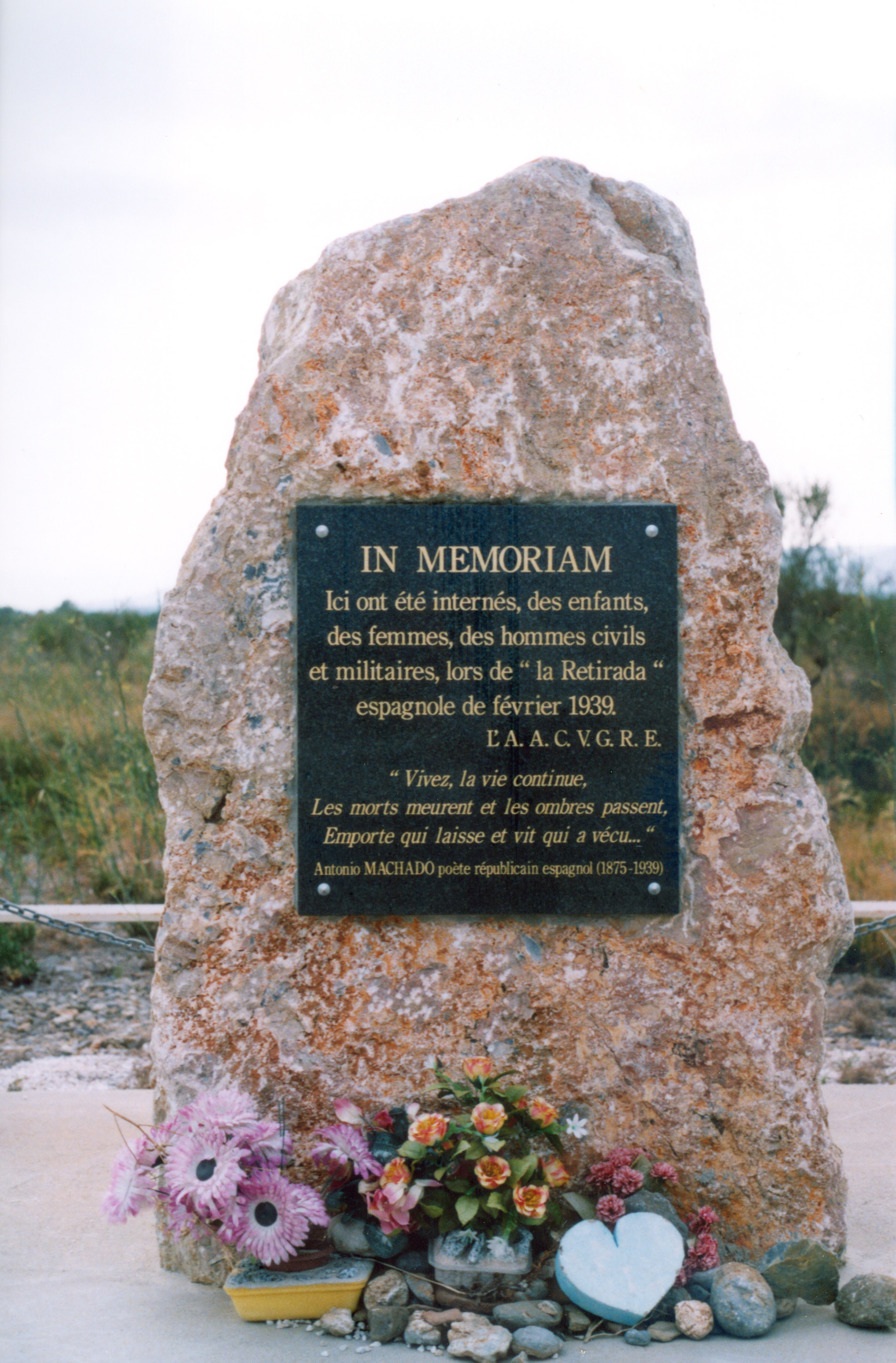
Stèle commémorative pour les rescapés de la Retirada.
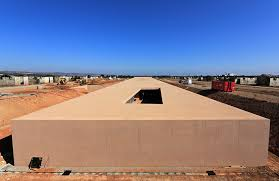
Le mémorial du Camp de Rivesaltes vu de l'extérieur.
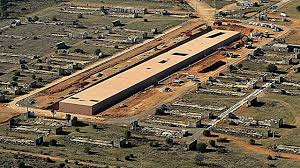
Le mémorial vu du ciel.

En 1997, pétition du collectif « Pour la mémoire vivante du camp de Rivesaltes » signée par Simone Veil, Claude Simon, Edgar Morin et de nombreux citoyens à la suite de l'émotion provoquée par la révélation par le journaliste Joël Mettay du dépôt à la déchèterie d'une partie des archives du camp.
En 1998, Christian Bourquin, nouveau président du conseil général des Pyrénées-Orientales, s'oppose à la destruction du site et engage une concertation autour du projet, avec l'ensemble des représentants des différentes populations Juif, Tziganes, Républicains Espagnols et Harkis. Une commission historique et mémoire voit le jour, un long travail lié à ce devoir de mémoire est entrepris. Le 30 octobre 1999, la stèle à la mémoire des républicains Espagnols est élevée.
En 2000, le site est inscrit comme monument historique par le ministère de la Culture.
En 2005, à l'occasion des Journées du Patrimoine, une partie du camp est ouverte pour la première fois au public. Rudy Ricciotti remporte le concours d'architecte. Robert Badinter accepte de parrainer le projet. En novembre 2005, le Conseil général fait l'acquisition de l'îlot F, de 42 hectares.
L'architecte Rudy Ricciotti dépose le permis de construire le 21 janvier 2009. La première pierre a été posée le 15 novembre 2012 par Christian Bourquin et Rudy Ricciotti ; le 16 octobre 2015, le  Mémorial du Camp de Rivesaltes est inauguré en la présence du premier ministre Manuel Valls,.

### Audiovisuel
- Le camp de Rivesaltes, un camp avec une lourde histoire, France 3, 15 octobre 2015, voir en ligne.